# Sam (Schiff)
Die Sam ist eine Autofähre der Strandfaraskip Landsins auf den Färöer.

## Geschichte
Die Fähre wurde 1975 unter der Baunummer 29 auf der norwegischen Werft Blaalid Slip & Mek. Verksted in Raudeberg gebaut. Die Kiellegung fand im Januar, der Stapellauf im August 1975 statt. Die Fertigstellung des Schiffes erfolgte im Dezember 1975.

## Routen und Fahrzeit
- Vestmanna – Vágar (Fähranleger Oyrargjógv, Slættanes) (Dezember 1975 – 10. Dezember 2002)
- Klaksvík – Syðradalur (seit 2004), die Überfahrt auf der Route 56 dauert 20 Minuten.[2]

## Technische Daten
Die Fähre wird von zwei Viertakt-Sechszylinder-Dieselmotoren der Grenaa Motorfabrik (Typ: 6F24) angetrieben. Die Motoren wirken auf zwei Verstellpropeller. Für die Stromerzeugung stehen ein Wellengenerator und ein Dieselgenerator zur Verfügung.